# Siniša Ergotić
Siniša Ergotić, né le 14 septembre 1968 à Osijek, est un athlète croate, spécialiste du saut en longueur.
Médaillé d'or aux Jeux méditerranéens 2001 à Tunis, il remporte la médaille d'argent aux Championnats d'Europe 2002 à Munich. Il n'a jamais atteint la finale olympique.
Son meilleur saut est de 8,23 m en juin 2002 (Zagreb), égalé en 2003 (Cordoue), un record de Croatie qui tient jusqu'en 2024, où il est battu par Filip Pravdica.